# Titus Schröder
Titus Schröder (auch: Tietelo Schröder) (*  1686 in Uetersen; † Juni 1726 ebenda) war ein deutscher Geistlicher und evangelischer Theologe.

## Leben
Er wurde 1686 als Sohn des Händlers Jakob Schröder im holsteinischen Uetersen geboren und vom Propst Hieronymus von Petkum († 1713) in Itzehoe erzogen. Schröder studierte ab 1708 Theologie in Jena und von 1710 bis 1712 an der Universität Leipzig, wo er sein theologisches Amtsexamen bestand. Am Pfingstmontag 1717 wurde er zum Prediger der Dorfkirche in Breitenberg erwählt und eingeführt. Im Jahr 1718, am 22. September, heiratete er seine Frau Anna Maria geb. Stemann (* 1698). 1725 verließ er die Breitenberg, nachdem er am 29. Juli desselben Jahres zum Pastor der Klosterkirche in Uetersen gewählt wurde. Titus Schröder verstarb bereits im Alter von 40 Jahren um den Johannistag im Jahre 1726 in Uetersen.
Titus Schröder galt als weiser und in der Landesgeschichte von Holstein bewanderter Mann. Er stand im Dienste des Königs Friedrich IV. von Dänemark und Norwegen und wurde von ihm mit höheren kirchlichen Aufgaben außerhalb seiner Uetersener Kirchengemeinde betraut. So wies ihn König Friedrich IV. am 1. Oktober 1725 an, dem Grafen Wilhelm Adolf zu Rantzau vor der erfolgten Endverurteilung in der Mordsache des Reichsgrafen Christian Detlev zu Rantzau das Kirchenpatronatrecht nicht zuzusprechen. Wilhelm Adolf zu Rantzau wurde später zur Zahlung einer Geldstrafe von 20.000 Reichstalern verurteilt und war bis an sein Lebensende in der Festung Akershus bei Oslo inhaftiert.